# Suffer Our Pleasures
Suffer Our Pleasures es el sexto álbum de estudio de la banda finlandesa del heavy metal Tarot lanzado en 2003 por Spinefarm Records

## Canciones
1. I Rule (3:49)
2. Pyre Of Gods (4:33)
3. Rider Of The Last Day (6:47)
4. Follow The Blind (4:33)
5. Undead Son (4:04)
6. Of Time And Dust (5:55)
7. From The Void (5:01)
8. Convulsions (4:45)
9. From The Shadows (4:19)
10. Painless (4:11)

## Créditos
- Marco Hietala – vocalistas, bajo, guitarra acústica
- Zachary Hietala – guitarra
- Janne Tolsa – teclado
- Pecu Cinnari – batería

- Datos: Q3044759